# Kyle Gass
Kyle Richard Gass (født 14. juli 1960 i Walnut Creek, Californien) er en amerikansk guitarist, singer-songwriter og skuespiller. Sammen med Jack Black udgør Gass duoen Tenacious D.

## Udvalgt filmografi
- Evolution (2001) – Drake, cameo
- Hals Store Kærlighed (2001) – Artie
- Elf (2003) – Eugene
- Tenacious D in The Pick of Destiny (2006) – KG
- Wild Hogs (2007) – Kyle
- Year One (2009) – Zaftig

### Tv-serier
- Venner (sæson 9, afsnit 15; 2003) – Lowell